# ダグ・サマーズ
"プリティ・ボーイ" ダグ・サマーズ（"Pretty Boy" Doug Somers、本名：Douglas Duane Somerson、1951年9月22日 - 2017年5月16日）は、アメリカ合衆国のプロレスラー。ミネソタ州ミネアポリス出身。
地元ミネアポリスを本拠地とするAWAを主戦場に、ヒールの中堅選手として活動した。元AWA世界タッグ王者であり、主にタッグマッチにおいて実績を築いた。

## 来歴
ミネソタ州立大学を中退後、バーン・ガニアのレスリング・キャンプに入り、1970年代前半にデビューしたとされる。以降、AWAを中心に、NWAのミッドアトランティック、ジョージア、フロリダなど各地を前座要員として転戦。1975年11月には、同時期よりAWAとの提携を開始した全日本プロレスに初来日。ジャンボ鶴田やザ・デストロイヤーとのシングルマッチも組まれた。
その後、ザ・ファンクスが主宰していたテキサス西部のアマリロ地区に参戦。1977年4月7日にスーパー・デストロイヤー（アート・ネルソン）を破り、NWAウエスタン・ステーツ・ヘビー級王座を獲得。1978年9月28日にはロジャー・カービーと組んでドリー・ファンク・ジュニア&ラリー・レーンから同タッグ王座も奪取、ディック・マードック&ブラックジャック・マリガンの大型コンビともタイトルを争った。
1980年はオクラホマのトライステート地区にてロン・マクファーレンをパートナーに、トミー・ギルバート&エディ・ギルバートやヘクター・ゲレロ&ロン・セクストンなどのチームとNWAトライステート・タッグ王座を争う。同王座は1981年10月にも、ポークチョップ・キャッシュと組んでチーフ・フランク・ヒル&エリック・エンブリーから奪取しており、通算3回に渡って戴冠した。
その後はセントラル・ステーツ地区を経て、1984年に太平洋岸北西部のパシフィック・ノースウエスト・レスリングに登場し、ジュールズ・ストロンボー、スコット・マギー、トム・プリチャード、マット・ボーン、マンド・ゲレロ、スタン・スタージャック、ボビー・ジャガーズなどと対戦。1985年はオレイ・アンダーソン主宰のチャンピオンシップ・レスリング・フロム・ジョージアにてチック・ドノバンとのタッグチームで活動、トミー・リッチやサンダーボルト・パターソンとも対戦した。
1986年より古巣のAWAに復帰。シェリー・マーテルをマネージャーに迎え、"プレイボーイ" バディ・ローズとの金髪コンビを結成、5月17日にスコット・ホール&カート・ヘニングを破ってAWA世界タッグ王座を獲得した。以降、マーティ・ジャネッティ&ショーン・マイケルズのミッドナイト・ロッカーズと抗争を繰り広げ、1987年1月27日にロッカーズに敗れるまでタイトルを保持した。AWA世界タッグ王座には同年10月にも、WWFに移籍したボリス・ズーコフの後任として、ソルダット・ユスティノフのパートナーとなって戴冠している。
AWA離脱後の1989年2月、全日本プロレスへ久々に来日。ザ・グレート・カブキとのシングルマッチや、ジェリー・オーツと組んでのジャイアント馬場とのタッグマッチなどに出場した。1990年代に入るとWCWやWWFでジョバーを務め、WCWでは1991年10月7日のTVショーにてスティングと対戦。WWFでは1992年9月2日、ナチュラル・ディザスターズが保持していたWWF世界タッグ王座にアイアン・マイク・シャープと組んで挑戦した。
2000年代末より各地のインディー団体にスポット参戦していたが、2012年に現役を引退した。
2017年5月16日、65歳で死去。

## 獲得タイトル
NWAウエスタン・ステーツ・スポーツ
- NWAウエスタン・ステーツ・ヘビー級王座：1回[8]
- NWAウエスタン・ステーツ・タッグ王座：1回（w / ロジャー・カービー）[9]

NWAトライステート
- NWAトライステート・タッグ王座：3回（w / ロン・マクファーレン×2、ポークチョップ・キャッシュ）[10]

オールサウス・レスリング・アライアンス
- ASWAジョージア・タッグ王座：1回（w / ランディ・ローズ）[17]

アメリカン・レスリング・アソシエーション
- AWA世界タッグ王座：2回（w / バディ・ローズ、ソルダット・ユスティノフ）[5]